# Abraham Klausner
Abraham Judah Klausner (geboren 27. April 1915 in Memphis, Tennessee; gestorben 28. Juni 2007 in Santa Fe, New Mexico) war ein reformjüdischer Rabbiner, Militärrabbiner und Captain in der United States Army.

## Leben
Aufgewachsen in Denver, besuchte er die University of Denver sowie das Hebrew Union College und trat als Militärrabbiner in die US-Army ein. Im Mai 1945 zählte er zu den Ersten, die mit dem 116th Evacuation Hospital am KZ Dachau, nahe München, ankamen. Er blieb hier einige Wochen und reiste ab Juli durch Bayern, um Überlebende in anderen Lagern zu suchen. Er erstellte Listen von Überlebenden (Sharit ha-Platah), die er an andere Lager sandte.
An der Harvard University erwarb er seinen Doktortitel und arbeitete dann an der Synagoge in Boston und ab etwa 1964 bis 1989 am Temple Emanu-El in Yonkers, NY.

## Werke
- Passover Seder Service. (MUSAF LE-HAGGADAH SHEL PESACH) Deutsches Theater Restaurant, Munich, Germany, April 15 – 16, 1946, conducting Caplain Abraham Klausner. Illustrationen Zvi Miklos Adler, Text (hebr., jiddisch) Yosef Dov Sheinson. Passover Munich Enclave, 1946[1];
  - reprint: Yosef Dov Sheinson, A Survivors' Haggada. Holzschnitte Miklós Adler. Faksimile mit englischer Übersetzung, Hg. und Kommentator Saul Touster. Jewish Publication Society, Philadelphia 2000
    - Rezension: Dies ist das Brot der Bitternis. „Ergieße Deine Wut.“ Eine jüdische Anthologie in Deutschland. FAZ, 20. April 2000[2]

## Notizen
1. ↑  Ha'aretz, Bilder, Artikel von Chen Malul, National Library of Israel, 25. März 2018, mit Teilnehmerliste der Feier, überwiegend US-Soldaten. Es gab zeitgleich in München eine andere Feier, die v. a. von Überlebenden besucht worden ist.
2. ↑  Daraus: Am 15. April 1946 schrieb Levi Shalit, Herausgeber der jiddischen Zeitung „Undzer Weg“ in München, zum bevorstehenden Pessach-Fest: "Erzählt nicht, dass Eure Kinder in Kammern vergast wurden. Erzählt nicht von Eurer Versklavung. Zieht keine Parallelen zwischen Hitler und Pharao, sondern lasst uns stattdessen die alte Haggadah lesen, die uns in der Diaspora stets erneuert hat.

| Personendaten    | Personendaten                                                                   |
| ---------------- | ------------------------------------------------------------------------------- |
| NAME             | Klausner, Abraham                                                               |
| ALTERNATIVNAMEN  | Klausner, Abraham Judah (vollständiger Name)                                    |
| KURZBESCHREIBUNG | reformjüdischer Rabbiner, Militärrabbiner und Captain in der United States Army |
| GEBURTSDATUM     | 27. April 1915                                                                  |
| GEBURTSORT       | Memphis, Tennessee                                                              |
| STERBEDATUM      | 28. Juni 2007                                                                   |
| STERBEORT        | Santa Fe, New Mexico                                                            |